# Opopaea punctata
Opopaea punctata är en spindelart som först beskrevs av O. Pickard-Cambridge 1872.  Opopaea punctata ingår i släktet Opopaea och familjen dansspindlar. Inga underarter finns listade i Catalogue of Life.